# Circuit de Flandre orientale
Le Circuit de Flandre orientale (ou Omloop van Oost-Vlaanderen) est une course cycliste belge, 
disputée de 1945 à 1979 autour de Ertvelde (section d'Evergem), village de Flandre orientale, à une vingtaine de kilomètres au nord de la ville de Gand et à proximité de la frontière néerlandaise.

## Palmarès
| Année | Vainqueur             | Deuxième                | Troisième                |
| ----- | --------------------- | ----------------------- | ------------------------ |
| 1945  | Achiel De Backer      | Marcel Rijckaert        | René Adriaenssens (nl)   |
| 1946  | Achiel De Backer      | Omer Van Geystelen      | Robert Van Eenaeme       |
| 1947  | Roger De Corte        | Achiel Buysse           | André Maelbrancke        |
| 1948  | Theofiel Middelkamp   | Michel Remue            | Arsène Rijckaert         |
| 1949  | Georges Claes         | Roger De Corte          | Achiel Schepens          |
| 1950  | Hector Smet           | Lode Poels              | August Van Mirlo         |
| 1951  | Lucien De Poorter     | Emmanuel Thoma          | Jean Bogaerts            |
| 1952  | Arsène Rijckaert      | Roger Gyselinck         | Piet van As              |
| 1953  | Hilaire Couvreur      | Marcel Rijckaert        | Roger Desmet             |
| 1954  | Alfred De Bruyne      | Roger Decock            | Henri Van Kerckhove      |
| 1955  | Rik Van Looy          | Alfred De Bruyne        | Gaston De Wachter        |
| 1956  | Gilbert Desmet        | Roger Decock            | André Rosseel            |
| 1957  | Rik Van Looy          | André Noyelle           | Jozef De Feyter          |
| 1958  | Jozef Theuns          | Gustaaf Van Vaerenbergh | Karel Clerckx            |
| 1959  | Roger Decock          | Jules Mertens           | Pieter Van Der Plaetsen  |
| 1960  | Willy Haelterman      | Léopold Rosseel         | André Noyelle            |
| 1961  | André Noyelle         | Michel Van Aerde        | Maurice Meuleman         |
| 1962  | Gabriel Borra         | Benoni Beheyt           | Rik Van Looy             |
| 1963  | Piet van Est          | Jan Janssen             | Roger De Breuker         |
| 1964  | Willy Raes            | Edward Sels             | Constant Schreel         |
| 1965  | Leo van Dongen (nl)   | Hugo De Thaey           | Julien Haelterman        |
| 1966  | Joseph Mathy          | Donaat Himpe            | Bernard Van De Kerckhove |
| 1967  | Noël Foré             | Roger Rosiers           | Willy Van Neste          |
| 1968  | Leopold Van den Neste | Frans Brands            | Albert Van Vlierberghe   |
| 1969  | Daniel Van Ryckeghem  | Ludo Vandromme          | Ronny Van De Vijver      |
| 1970  | Etienne Buysse (nl)   | Joseph Schoeters        | Willy Scheers            |
| 1971  | Frans Melckenbeeck    | Maurice Dury            | Mat Gerrits              |
| 1972  | Noël Van Clooster     | Richard Bukacki         | Roger Loysch             |
| 1973  | Walter Godefroot      | Frans Van Looy          | Freddy Maertens          |
| 1974  | Daniel Verplancke     | Willem Peeters          | Freddy Maertens          |
| 1975  | Herman Vanspringel    | Julien Stevens          | Daniel Verplancke        |
| 1976  | Ferdi Van Den Haute   | Albert Van Vlierberghe  | André Delcroix (nl)      |
| 1977  | Piet van Katwijk      | Emiel Gysemans          | Rudy Pevenage            |
| 1978  | Guido Van Calster     | Jos Van de Poel         | Eddy Verstraeten         |
| 1979  | Daniel Willems        | Piet van Katwijk        | Étienne De Beule         |